# Petreto-Bicchisano
Petreto-Bicchisano är en kommun i departementet Corse-du-Sud på ön Korsika i Frankrike. Kommunen ligger  i kantonen Petreto-Bicchisano som tillhör arrondissementet Sartène. År 2022 hade Petreto-Bicchisano 570 invånare.

## Befolkningsutveckling
Antalet invånare i kommunen Petreto-Bicchisano
Referens:INSEE